# Gynacantha arnaudi
Gynacantha arnaudi – gatunek ważki z rodziny żagnicowatych (Aeshnidae).